# Хапсаліс Олександр Антонович
Олекса́ндр Хапса́ліс (нар. 17 жовтня 1957, Талгар, КРСР) — колишній радянський футболіст, півзахисник. Майстер спорту міжнародного класу (1980). Засновник та головний тренер команди «Динамо» (Лос-Анджелес).

## Біографія

### Кар'єра гравця
Народився та до 16 років проживав у невеликому містечку Талгар, що знаходиться поблизу міста Алмати, куди його батьків у 1949 році депортували з Одещини. За національністю — грек.
Футболом почав займатися у талгарській футбольній школі, а у 1971 році перейшов до спортінтернату (Алмати). З 1973 року почав виступати за дубль алматинського «Кайрата», потім грав за основну команду. У 1975 на міжнародному турнірі в Ташкенті став найкращим бомбардиром та був визнаний найсильнішим гравцем. Саме після цих змагань тренер київського «Динамо» Михайло Коман повідомив Хапсалісу, що його хотів би переглянути Валерій Лобановський.

Починаючи з 1976 року Олександр грав за дубль динамівської команди, а у 1978 став гравцем основи та одним з провідних футболістів. Однак у 1982 стався конфлікт з Лобановським, після якого Хапсаліс залишив Київ, та подався до московського «Динамо».
Із успіхів часів московської кар'єри Олександра варто відзначити перемогу у Кубку СРСР 1984 року. Однак вже наступного року він був змушений залишити колектив знову ж таки через непорозуміння з керманичем команди, яким на той час був Едуард Малофєєв.
Після майже піврічного строку поза футболом Хапсаліс приєднався до складу київського СКА, що виступав на той час у другій лізі. Фактично, з того часу півзахисник так жодного разу і не вийшов на належний рівень, що дозволив би йому виступати у найвищому дивізіоні — після СКА був першоліговий «Колос», потім кіровоградська «Зірка».
Останнім клубом Хапсаліса на теренах Радянського Союзу став «Кіровець», що базувався у Ленінграді, де на той час мешкала дружина футболіста. Саме завдяки їй Олександр і опинився у США. Поїавши на гастролі до Лос-Анжелесу у складі ленінградського мюзік-холу, вона залишилася навчатися у коледжі на косметолога, отримала роботу в агентстві моделей та незабаром вислала чоловіку запрошення.
Через декілька місяців після переїзду до Сполучених Штатів Хапсаліс отримав запрошення від екс-одноклубника по московському «Динамо» Олександра Головні, котрий грав за професійний міні-футбольний клуб «Сан-Дієго Соккерз», приєднатися до команди, яку він представляв. У складі цього колективу Хапсаліс провів 1,5 роки та став чемпіоном США з міні-футболу.

### Кар'єра тренера та функціонера
Після закінчення спортивної кар'єри взявся за організацію власної футбольної школи. Нині є директором та тренером футбольної школи Dynamo Soccer School у Лос-Анжелесі. Працює переважно з дітьми (в більшості випадків — з дітьми вихідців з колишніх радянських республік), доводить їх до певного рівня підготовки та передає у професійні юнацькі футбольні клуби.
Також тренує дві команди в місцевому футбольному клубі та дає приватні уроки. Грає за команду ветеранів лос-анжелеського «Динамо».

## Досягнення
Командні трофеї
- Дворазовий чемпіон СРСР (1980, 1981)
- Срібний призер Чемпіонату СРСР (1978)
- Бронзовий призер першості СРСР (1979)
- Триразовий володар Кубку СРСР (1978, 1982, 1984)
- Чемпіон Європи (U-18): 1976
- Чемпіон Європи (U-21) (1980)
- Чемпіон США з міні-футболу (1993)

Індивідуальні досягнення
- Майстер спорту міжнародного класу (1980)
- До списку 33-х найкращих гравців чемпіонату СРСР потрапив один раз: № 2 (1980)

## Цікаві факти
- Під час гри за радянські клуби лікарі встановили Хапсалісу діагноз «порок серця» та заборонили грати у футбол на серйозному рівні. Однак футболіст підписав необхідні папери про те, що в разі загибелі на футбольному полі з медиків буде знята уся відповідальність, і продовжив виступи на смарагдових газонах[4].
- Коли Олександру було 18 років, хтось доніс у КДБ, що під час одного з виїздів за кордон футболісту запропонували підписати контракт представники грецького «Панатінаїкоса». Попри те, що Хапсаліс відмовився, його розглядали як потенційного «зрадника Батьківщини». Після підписання паперів, згідно з якими він визнавав себе «народженим у дусі комуністичних ідей та нездатним до зради», йому дали спокій, однак зробили пропозицію стати стукачем, від якої він теж відмовився.
- Оскільки під час переходу до київського «Динамо» за молодим півзахисником активно полювали представники московського ЦСКА, вивезення Олександра до Києва довелося проводити з усіма методами конспірації. За словами самого Хапсаліса у столицю України він летів «під іншим прізвищем, у перуці і навіть у шапці-ушанці».
- конфлікт з Малофєєвим виник через те, що Едуард Васильович терпіти не міг Лобановського, київське «Динамо» та все, що було з ними пов'язане. Дійшло навіть до того, що тренер писав доноси на Хапсаліса.
- Перший турнір пам'яті Валерія Васильовича Лобановського, що відбувся поза межами України став тріумфальним саме для команди, якою керував Хапсаліс. Символічно, що називалася вона теж «Динамо»[5].

## Сім'я
Перша дружина — Гаяне, професійно займалася гімнастикою, працювала хореографом у Альбіни Дерюгіної. Має двох дітей від цього шлюбу. Одружений вдруге.